# Rauvolfia rhonhofiae
Rauvolfia rhonhofiae är en oleanderväxtart som beskrevs av Markgr.. Rauvolfia rhonhofiae ingår i släktet Rauvolfia och familjen oleanderväxter. Inga underarter finns listade i Catalogue of Life.